# Kritična infrastruktura
Kritična infrastruktura (KI) je oznaka za infrastrukturo, ki je pomembna za določeno državo ali zvezo, saj omogoča nemoteno in stabilno delovanje celotne družbe kot državnih struktur. Prekinitev njihovega delovanja ali njihovo uničenje bi tako "pomembno vplivalo in imelo resne posledice za nacionalno varnost, gospodarstvo in druge ključne družbene funkcije ter zdravje, varnost, zaščito in blaginjo ljudi".

## Obseg kritične infrastrukture
Definicija KI se razlikuje od države do države, pri čemer lahko definicija zajema naslednje objekte:
- prebivališča in ogrevanje,
- kmetijstvo in prehrana,
- oskrba z vodo,
- javno zdravstvo,
- javni transport,
- varnostne sile,
- elektroenergetski sistem,
- telekomunikacije,
- gospodarstvo.

## Kritična infrastruktura v Sloveniji
KI je v Sloveniji definirana v Zakonu o kritični infrastrukturi (ZKI) kot "tiste zmogljivosti, ki so ključnega pomena za državo in bi prekinitev njihovega delovanja ali njihovo uničenje pomembno vplivalo in imelo resne posledice za nacionalno varnost, gospodarstvo, in druge ključne družbene funkcije ter zdravje, varnost, zaščito in blaginjo ljudi".
Med te zmogljivosti ZKI identificira: energetiko, promet, prehrano, oskrbo s pitno vodo, zdravstvo, finance, varovanje okolja ter informacijsko-komunikacijska omrežja in sistemi.